# Groene bergspanner
De groene bergspanner (Colostygia olivata) is een nachtvlinder uit de familie van de spanners (Geometridae). 

## Kenmerken
De voorvleugellengte bedraagt tussen de 13 en 15 millimeter. De basiskleur van de vleugels is groen, met zwarte dwarslijntjes en een witte middenband. Verkleurt echter snel en is dan moeilijk op naam te brengen.

## Levenscyclus
De groene bergspanner gebruikt walstro als waardplant. De rups is te vinden van september tot mei. De soort overwintert als rups. De vlinder kent jaarlijks een generatie die vliegt van mei tot in augustus.

## Voorkomen
De soort komt verspreid over een groot deel van Europa voor. In 
Nederland en België is de soort zeer zeldzaam. 